# Bulgarisches Heer
Das Bulgarische Heer bildet die Heereskomponente der bulgarischen Streitkräfte.

## Geschichte
Als ein Ergebnis des Berliner Kongresses entstand 1879 das autonome Fürstentum Bulgarien. Am 23. September 1885 befahl der russische Kaiser Alexander III. allen russischen Offizieren, die bis dahin maßgebliche Stellen im bulgarischen Heer innehatten, ihre Posten zu verlassen und nach Russland zurückzukehren. Was eigentlich als Schwächung der bulgarischen Armee gedacht war, erwies sich im Nachhinein als Glücksfall, da an Stelle meist korrupter russischer Offiziere hochmotivierte nationalbegeisterte Bulgaren die frei gewordenen Stellen besetzten. Im Serbisch-Bulgarischen Krieg war Bulgarien gegen das Königreich Serbien siegreich. Wegen des besser ausgerüsteten und ausgebildeten serbischen Heeres, das gegen das noch „junge“ bulgarische Heer antrat, spricht man auch vom „Krieg der (serbischen) Generäle gegen die (bulgarischen) Unteroffiziere“.
Im Ersten und Zweiten Weltkrieg war das Bulgarische Heer in je fünf Armeen organisiert. Zur Zeit des Kalten Krieges wurde das Heer in der Organisation des Warschauer Paktes in drei Armeen gegliedert. Am Ende der 80er bestand die 1. Armee (mit Hauptquartier in Sofia und platziert in Westbulgarien) generell aus eine Panzerbrigade, drei Motorschützendivisionen usw. und die 3. Armee (mit Hauptquartier in Sliwen und platziert in Ostbulgarien) aus zwei Panzerbrigaden, drei Motorschützendivisionen usw. Die 2. Armee (mit Hauptquartier in Plowdiw) bestand aus zwei Panzerbrigaden, zwei Motorschützendivisionen usw. Sie war in Mittelbulgarien platziert und weil ihre Aufgabe die Verstärkung von entweder die 1. oder die 3. Armee war, befand sich dieser Großverband in geringerer Bereitschaft. Dazu kamen noch Verbände und Einheiten des Reserve der Oberkommando (РГК –
RGK). Noch kurz vor dem Ende des Kalten Krieges wurde die bulgarische Regierung von der wirtschaftlichen Situation gezwungen, eine breite Militärreform mit gewisse Reduzierung der Bulgarischen Volksarmee zu unternehmen.

### Gliederung von Ende der 1990er Jahre bis 2005
In der ersten Hälfte der 90er Jahre wurden die drei Armeen reduziert und in drei Armeekorps transformiert. Am Ende der 90er gingen die Militärreform und die Reduzierung weiter. Die geplante Heeresstruktur war die folgende:
Heeresoberkommando (Sofia)
- direkt unterstellt
  - 31. Flugabwehrlenkkörperbrigade (mit Krug-System) (Stara Zagora)
  - 55. Pionierbrigade (Belene)
  - 78. Raketenartilleriebrigade (mit Grad-System)
- Operative Kommando des Heeres (ehem. 2. Armeekorps, ehem. 2. Armee) (Plowdiw)
  - 5. mechInfanteriebrigade (ehem. 5. Panzerbrigade) (Kazanlak)
  - 61. mechInfanteriebrigade (ehem. 11. Panzerbrigade) (Karlowo)
  - 2. Infanteriebrigade (leicht) (ehem. 2. Motorschützendivision) (Stara Zagora)
  - 2. Panzerabwehr (Lenkwaffen) Bataillon
  - 110. Logistikbrigade (Plowdiw)
  - 38. ABC-Abwehrregiment (Musatschewo bei Sofia)
- Heereskommando „Ost“ (ehem. 3. Armeekorps, ehem. 3. Armee) (Sliwen)
  - 13. Panzerbrigade (aktiv) (Sliwen)
  - 7. mechInfanteriebrigade (ein Bataillon aktiv, ehem. 7. Motorschützendivision) (Yambol)
  - 16. mechInfanteriebrigade (ein Bataillon aktiv, ehem. 16. Motorschützendivision) (Burgas)
  - 17. mechInfanteriebrigade (ein Bataillon aktiv, ehem. 17. Motorschützendivision) (Chaskowo)
  - 45. Artilleriebrigade (ein Bataillon aktiv) (Targowischte)
  - 3. Panzerabwehrregiment
- Heereskommando „West“ (ehem. 1. Armeekorps, ehem. 1. Armee) (Sofia)
  - 9. Panzerbrigade (aktiv) (Sofia – Gorna Banya)
  - 3. mechInfanteriebrigade (ein Bataillon aktiv, ehem. 3. Motorschützendivision) (Blagoewgrad)
  - 8. mechInfanteriebrigade (ein Bataillon aktiv, ehem. Ausbildungszentrum) (Vratza)
  - 101. Gebirgsinfanteriebrigade (20 % aktiv, ehem. 16 selbststehende Gebirgsschützenbrigade) (Smoljan)
  - 5. Artilleriebrigade (ein Bataillon aktiv) (Samokow)
  - 2. Panzerabwehrregiment
- Kommando Spezialkräfte (neu aufgestellt)
  - 68. Brigade Spezialkräfte (Plowdiw)
  - 1. Fallschirmjägeraufklärungsregiment (die ehem. 1., 2. und 3. Fallschirmjägeraufklärungsbataillone zusammengefasst) (Sliwen)
  - 34. PSYOPS-Bataillon (Musatschewo bei Sofia)

### Gliederung seit 2017
Zum Jahre 2017 ist das Bulgarische Heer folgendermaßen organisiert:
- Heereskommando (Командване на сухопътни войски), Sofia
  - 2. Mechanisierte Brigade „Tundscha“ (2ра „Тунджанска“ механизирана бригада), Stara Zagora
    - Stabsbataillon (Щабен батальон), Stara Zagora
    - 29. Mechanisiertes Infanteriebataillon, Schumen
    - 31. Mechanisiertes Infanteriebataillon, Haskovo
    - 38. Mechanisiertes Infanteriebataillon, Stara Zagora
    - 42. Mechanisiertes Infanteriebataillon, Yambol
    - 20. Selbstfahrendes Artilleriebataillon, Stara Zagora
    - 91. Flugabwehrlenkkörperbataillon, Pleven
    - 78. Pionierbataillon, Stara Zagora
    - Nachschubbataillon, Stara Zagora
    - 2. Militärpolizeikompanie, Stara Zagora

  - 61. Mechanisierte Brigade „Strjama“ (61ва „Стрямска“ механизирана бригада), Karlovo
    - Stabsbataillon (Щабен батальон), Karlovo
    - 1. Mechanisiertes Infanteriebataillon, Karlovo
    - 2. Mechanisiertes Infanteriebataillon, Karlovo
    - 3. Mechanisiertes Infanteriebataillon, Kazanlak
    - 4. Mechanisiertes Infanteriebataillon, Pleven
    - 61. Selbstfahrendes Artilleriebataillon, Kazanlak
    - Flugabwehrlenkkörperbataillon, Kazanlak
    - Pionierbataillon
    - Nachschubbataillon, Karlovo
    - 61. Militärpolizeikompanie, Karlovo

  - 68. Brigade Spezialkräfte (68ма Бригада специални сили), Plovdiv (Seit 31. Januar 2017 aus der Struktur des Heeres herausgezogen und direkt dem Verteidigungsstab unterstellt[5])
    - Stabskompanie (Щабна рота), Plovdiv
    - 1. Bataillon Spezialkräfte, Plovdiv
    - 2. Bataillon Spezialkräfte, Plovdiv
    - 3. (Ausbildungs-)Bataillon Spezialkräfte, Plovdiv
    - „Alfa“ Kompanie (NRF Bereitschaft)
    - Spezialkräfte Ausbildungszentrum
    - Nachschubverbände

  - 101. Gebirgsjägerbataillon, Smoljan (wird zum Regiment und zur Spezialkräfteeinheit des Heeres)
  - 4. Artillerieregiment (4ти Артилерийски полк), Asenowgrad
  - 55. Pionierregiment (55ти Инженерен полк), Belene
  - 110. Logistikregiment (110ти Логистичен полк), Plovdiv
  - 1. Aufklärungs- (ISTAR) Bataillon, Svoboda
  - 3. Selbstständiges Mechanisiertes Infanteriebataillon, Blagoevgrad
  - 10. Selbstständiges Mechanisiertes Infanteriebataillon, Vratsa
  - 38. ABC-Abwehrbataillon, Musachevo
  - 34. CIMIC, PsyOps & Geoinformationsbataillon, Sofia
  - Heereskommando Dokumentationszentrum, Sofia
  - Gemeinsames Grundausbildungszentrum, Pleven
  - Spezialistenausbildungszentrum (ehem. 13. Panzerbrigade), Sliven
    - Fahrer und Logistikspezialisten Ausbildungszentrum, Ruse

  - Heeres Truppenübungsplatz „Koren“

## Ausrüstung
Das bulgarische Heer verfügt mit Stand 2021 über folgende Fahrzeuge und Waffensysteme:

### Fahrzeuge

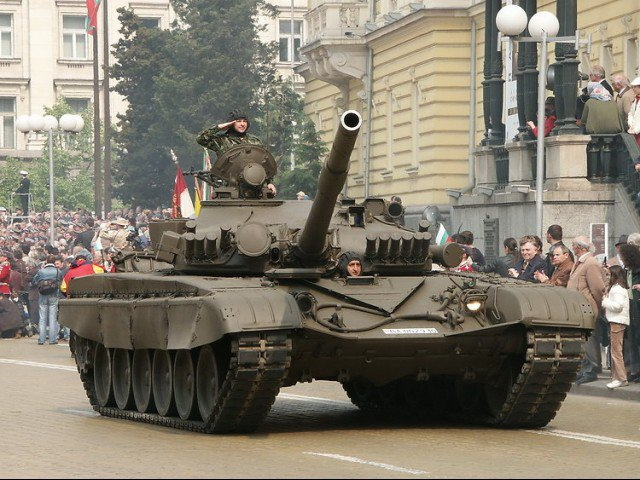
Bulgarischer T-72 Kampfpanzer bei einer Parade

| Typ            | Herkunft                              | Funktion                                       | Version | Anzahl | Anmerkungen                   |
| -------------- | ------------------------------------- | ---------------------------------------------- | ------- | ------ | ----------------------------- |
| T-72           | Sowjetunion                           | Kampfpanzer                                    | M1M2    | 90     | Vermutlich nicht einsatzfähig |
| BMP-1          | Sowjetunion                           | Schützenpanzer                                 |         | 90     |                               |
| BMP-23         | Bulgarien                             | Schützenpanzer                                 |         | 70     |                               |
| MT-LB          | Sowjetunion                           | MannschaftstransporterPionierpanzerBergepanzer |         | 100+   |                               |
| BTR-60         | Sowjetunion                           | Mannschaftstransporter                         |         | 20     |                               |
| M1117          | Vereinigte Staaten                    | Mehrzweckfahrzeug                              |         | 17     |                               |
| Plasan SandCat | Israel                                | Mehrzweckfahrzeug                              |         | 27     |                               |
| T-54T-55       | Sowjetunion                           | Bergepanzer                                    |         |        |                               |
| BLG-67         | Polen Deutsche Demokratische Republik | Brückenlegepanzer                              |         |        |                               |
| TMM            | Sowjetunion                           | Brückenlegepanzer                              |         |        |                               |
| Stryker        | Vereinigte Staaten                    | Radschützenpanzer                              |         |        | ca. 200 Fahrzeuge geplant     |

### Artillerie

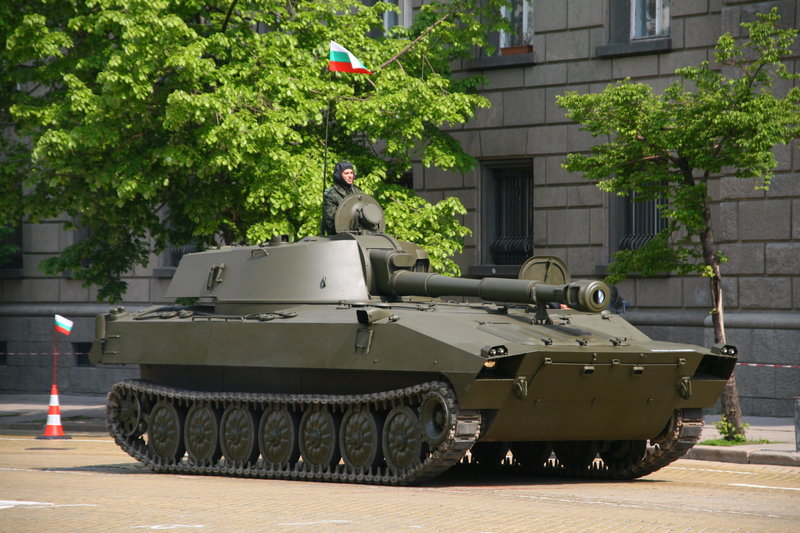
Bulgarische Selbstfahrlafette 2S1

| Typ          | Herkunft    | Funktion                 | Version | Anzahl | Anmerkungen |
| ------------ | ----------- | ------------------------ | ------- | ------ | ----------- |
| 2S1          | Sowjetunion | 122-mm-Selbstfahrlafette |         | 48     |             |
| D-20         | Sowjetunion | 152-mm-Haubitze          |         | 24     |             |
| BM-21        | Sowjetunion | 122-mm-Raketenwerfer     |         | 24     |             |
| Tundscha     | Bulgarien   | 120-mm-Mörser            |         | ca. 80 |             |
| SS-21 Scarab | Sowjetunion | Boden-Boden-Rakete       |         |        |             |

### Flug- und Panzerabwehrwaffen
| Typ           | Herkunft    | Funktion              | Version | Anzahl | Anmerkungen         |
| ------------- | ----------- | --------------------- | ------- | ------ | ------------------- |
| 9P148 Konkurs | Sowjetunion | Panzerabwehrfahrzeug  |         | 29     |                     |
| 9K111 Fagot   | Sowjetunion | Panzerabwehrlenkwaffe |         |        |                     |
| 9K113 Konkurs | Sowjetunion | Panzerabwehrlenkwaffe |         |        |                     |
| 9K11 Maljutka | Sowjetunion | Panzerabwehrlenkwaffe |         |        | Eingelagert         |
| MT-12         | Sowjetunion | Panzerabwehrkanone    |         | 126    |                     |
| D-44          | Sowjetunion | Panzerabwehrkanone    |         | 150    | Eingelagert         |
| 9K32 Strela-2 | Sowjetunion | MANPADS               |         |        | Vermutlich veraltet |
| 9K33 Osa      | Sowjetunion | Flugabwehrrakete      |         | 24     |                     |
| ZSU-23-4      | Sowjetunion | Flugabwehrpanzer      |         |        |                     |
| SU-23         | Sowjetunion | Flugabwehrkanone      |         |        |                     |
| S-60          | Sowjetunion | Flugabwehrkanone      |         |        |                     |